# 杉江弘
杉江 弘（すぎえ ひろし）は、航空評論家、ノンフィクション作家、航空映画評論家。元パイロット。
長年日本航空で機長を務め、現役当時ジャンボジェット（ボーイング747）の乗務時間において世界最長の記録を保持していた。

## 人物
- 愛知県豊橋市出身。
- 趣味は、ゴルフ・スキー（インストラクターもできる腕前）・ワイン
- 幼い頃の夢は蒸気機関車の運転士だったが、蒸気機関車の退役と共にその夢を諦め、友人の勧めで日本航空のパイロットを受けることとなるエピソードがある。

## 経歴
愛知県生まれ。慶應義塾大学法学部政治学科卒業後、日本航空に入社し操縦士となる。DC-8、ボーイング747、エンブラエルE170などに乗務し、首相フライトなど政府要請による特別便の操縦も経験した。
ボーイング747の飛行時間では14,051時間（機長としては12,007時間）を記録し、2011年（平成23年）にボーイング社よりそれを記念してジャンボ機の設計者であるジョー・サッターのサイン入りのモデルプレーンを贈られ表彰を受ける。
2008年（平成20年）10月に日本航空を退職。ジェイエアに移籍し、エンブラエル E-Jetの操縦を行う。2011年（平成23年）10月にジェイエアを退職し、パイロットを引退。
2011年の退役までの総飛行時間（全ての機種）は21,000時間を超えた。
退役後は、東京・大阪のほぼ全てのTV局の情報番組及び、多くのバラエティ番組に出演し、合計して約350の番組に出演。さらに、ネットメディアや新聞社からの取材申し込みも多く、掲載コメントも多数、朝日新聞の「天声人語」では発言が2度紹介されている。連載記事ではビジネスジャーナル、JBpress(継続中)、交通新聞社(23年間継続)で記事はYahooニュースランキング上位になる事も多い。
写真家としては2004年（平成16年）に新宿区のアートギャラリー・エプサイトで40日間にわたり個展『地球サイズの旅』を開催し、Seven Seas誌で『六大陸世界SL紀行』を発表し、劇団四季に舞台用写真を提供した。

## 活動
日本航空安全推進部調査役の任にあった際は、安全運航のポリシーの立案、推進に従事した。現役時代から航空安全に係る著書も多く、退役後も出版を続け、新聞、テレビ等メディアに出演、それに各地での講演会を通して航空問題、近年ではLCCの安全性についても解説、啓蒙活動を行っている。
世界で発生した航空事故に関して、独自分析のもと安全に関する提言を行っている他、海外での生活体験を元に、日本と外国の文化の違いを解説し、日本と日本人の将来のあるべき姿などに関して問題提起している。

## テレビ出演
- ザ!世界仰天ニュース「520人が犠牲…日航ジャンボ機墜落事故…突然の衝撃音と運命の32分間」　2023年11月14日
- NHKワールド 「東京都心ルート問題」 2020年3月30日
- 噂の!東京マガジン（TBS）「羽田新ルートの危険性」 2020年3月29日
- グッとラック!（TBS）「パイロットが恐怖の都心新ルート」 2020年3月10日
- ひるおび!（TBS）「イランが撃墜を認めた理由について」2020年1月13日
- あさチャン!（TBS）ボーイング737MAX事故について 2019年3月14日
- グッド!モーニング （テレビ朝日）「パイロットの飲酒の背景」 2018年11月28日
- 羽鳥慎一モーニングショー（テレビ朝日）「緊急脱出について」2018年8月14日

## Youtubeでの出演
- 羽田は世界でもっとも危険な空港になる・杉江弘氏（元パイロット・航空評論家）（videonewscom）2020/02/22
- 杉江弘×神保哲生：日航機と海保機の衝突事故が露わにした羽田「過密」空港の危険度（videonewscom）2024/01/10
- 羽田空港衝突事故はなぜ起こった？安全基準はどうなっているか世界一の元機長と議論【杉江弘×堀江貴文】 2024/02/16
- 元JAL機長が語る日航機墜落事故の真相/中曽根総理が見●した乗客520名 米国救助拒否/「自衛隊が犯人」デマ拡散/杉江弘（街録ch〜あなたの人生、教えて下さい〜）2024/11/06
- 【日航123便墜落事故】元機長が"根拠なき陰謀論"を否定／「ミサイルの衝突」はあり得ない／"ブラックボックス"から見えた機体の真実／見逃された修理ミス【航空評論家・杉江弘】　2025/03/23

## 著書
- 航空運賃の歴史と現況（2021年12月 戎光祥出版）
- パイロットは知っている 羽田増便・都心低空飛行が危険なこれだけの理由 2020年2月12日 （合同出版）
- JAL123便墜落事故 自衛隊&米軍陰謀説の真相 （2017年12月 宝島社）
- 航空無線と安全運航 （2017年11月 成山堂書店）
- 蒸気機関車よ永遠に （2017年9月 イカロス出版）
- 乗ってはいけない航空会社 （2016年10月 双葉社）
- 飛行機ダイヤのしくみ （2016年8月 成山堂書店）
- 747ジャンボ物語—誕生からダッシュ8まで栄光の半世紀 （2016年7月 JTBパブリッシング）
- 高度1万メートルから届いた世界の夕景・夜景 （2015年12月 成山堂書店）
- 空のプロの仕事術 チームで守る航空の安全 （2015年2月 交通新聞社）
- 機長の絶景空路 羽田=札幌・大阪 （2015年1月 イカロス出版）
- マレーシア航空機はなぜ消えた （2014年7月 講談社）
- ジャンボと飛んだ空の半世紀“世界一”の機長が語るもうひとつの航空史 （2012年12月 交通新聞社）
- 日本人はなぜ足元を見られるのか？ （2012年8月 アスキー・メディアワークス）
- プロフェッショナル・パイロット （2010年7月 イカロス出版）
- 機長が語るヒューマン・エラーの真実 （2006年3月 SBクリエイティブ）
- 1万メートルからの地球絶景 （2003年12月 講談社）
- 機長の「失敗学」 （2003年4月 講談社）
- 機長の告白―生還へのマニュアル （2000年8月 講談社）

その他、鉄道図書多数（省略）